# O’Shea Jackson junior

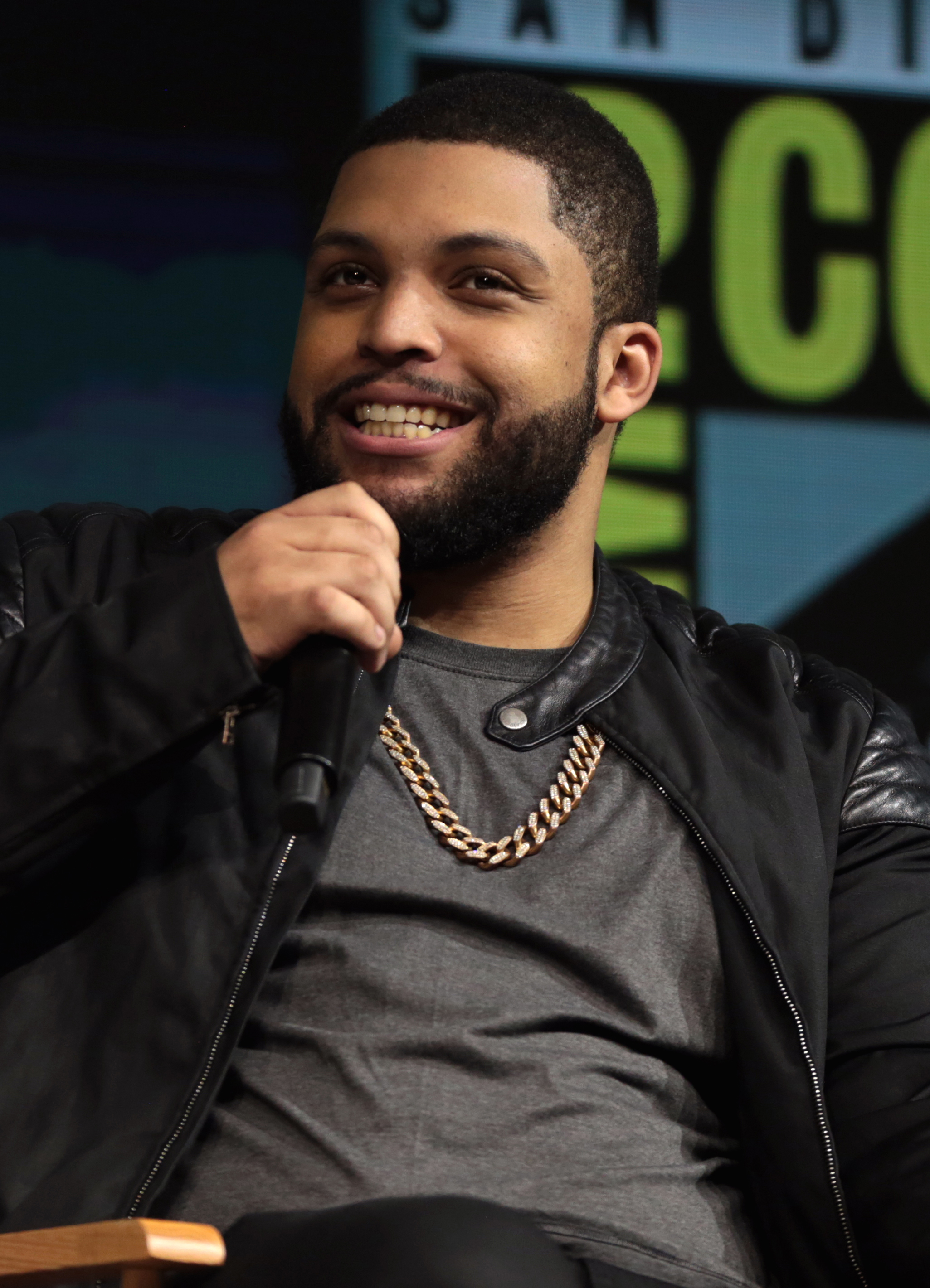
O’Shea Jackson, Jr. auf der Comic-Con in San Diego im Juli 2018

O’Shea Jackson junior (* 24. Februar 1991 in Los Angeles, Kalifornien) ist ein amerikanischer Rapper und Schauspieler. Jackson ist der Sohn des Rappers Ice Cube, dessen Rolle er 2015 in der Filmbiografie Straight Outta Compton übernahm.

## Leben
Jackson wurde in Los Angeles geboren. Er hat zwei Brüder und eine Schwester. Sein Bruder Darryl ist ebenfalls Rapper und nennt sich Doughboy. Die Rolle des Darin Baker („Doughboy“) spielte Ice Cube im Film Boyz n the Hood.
2010 wirkten Jackson und sein Bruder Darryl bei den Liedern She Couldn't Make It On Her Own und Y'all Know How I Am mit, von dem Album des Vaters I Am the West. Im März 2012 veröffentlichte Jackson unter dem Namen OMG sein erstes Mixtape Jackin' for Beats.
Jackson studierte zunächst das Schreiben von Drehbüchern und plante keine Schauspielerkarriere. Als Ice Cube jedoch eine Filmbiografie über seine ehemalige Band N.W.A produzierte, erklärte Jackson sich bereit, seinen Vater darin zu verkörpern. Er erhielt zwei Jahre Schauspielunterricht und bekam nach einem Vorsprechen bei Universal die Rolle. Im August 2015 kam Straight Outta Compton in die Kinos. 2022 spielte er die Rolle des Kawlan Roken in der Star-Wars-Serie Obi-Wan Kenobi.

## Filmografie (Auswahl)
- 2015: Straight Outta Compton
- 2017: Ingrid Goes West
- 2018: Criminal Squad (Den of Thieves)
- 2019: Long Shot – Unwahrscheinlich, aber nicht unmöglich (Long Shot)
- 2019: Godzilla II: King of the Monsters
- 2019: Just Mercy
- 2022: Obi-Wan Kenobi (Miniserie, Episode 1x04—1.06)
- 2023: Cocaine Bear
- 2025: Criminal Squad 2 (Den of Thieves 2: Pantera)